# تیوادار کانیژا

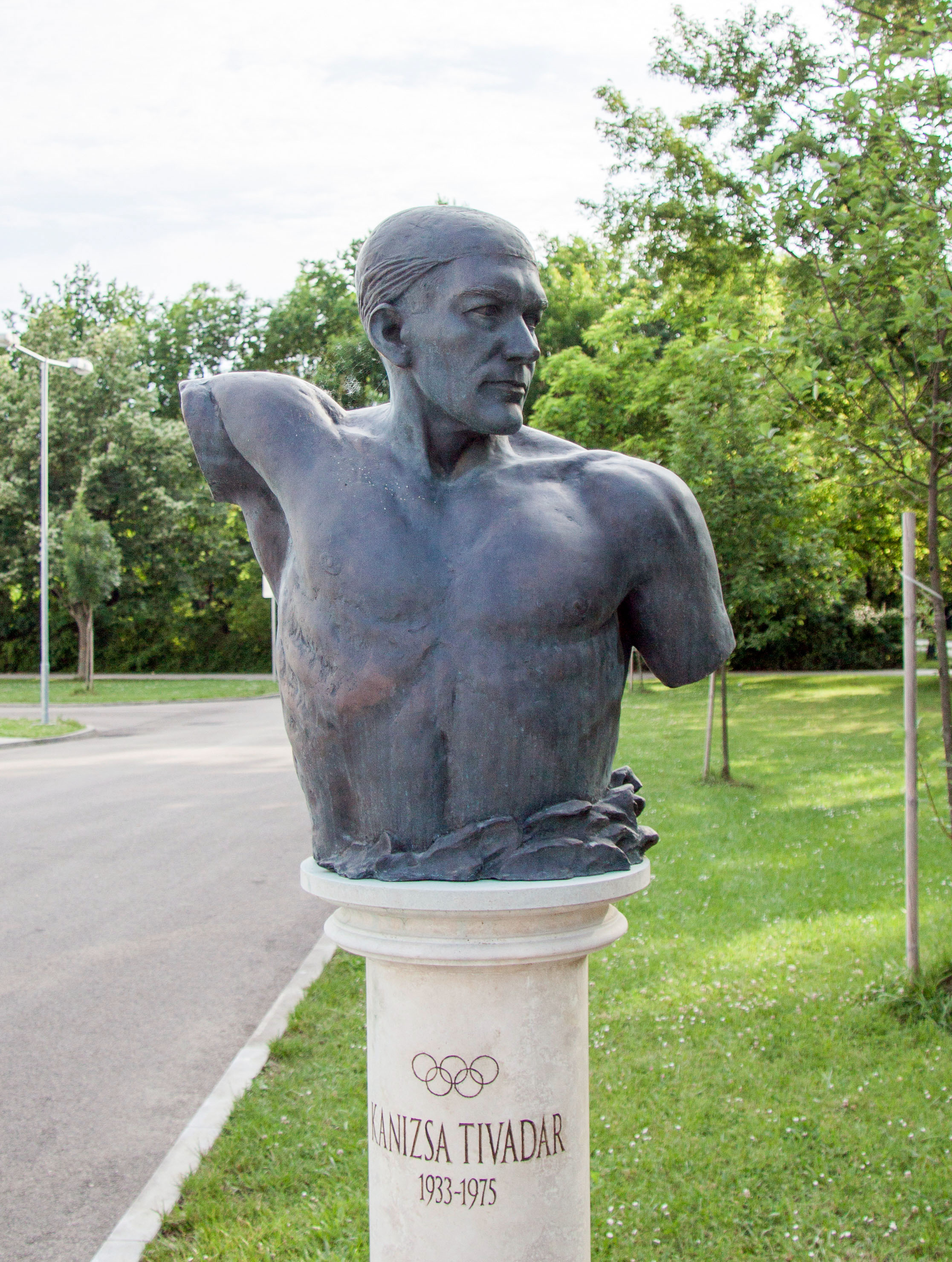
تندیس تیوادار کانیژا در مجارستان - ۲۰۱۶

تیوادار کانیژا (انگلیسی: Tivadar Kanizsa; ۴ آوریل ۱۹۳۳ – ۴ نوامبر ۱۹۷۵) بازیکن واترپلو اهل مجارستان بود.
او در مسابقات کشوری و بین‌المللی در مجموع برندهٔ ۲ مدال طلا، ۱ مدال برنز شده‌است.